# 유종선
유종선은 대한민국의 텔레비전 드라마 연출감독이다.

## 학력 및 경력
- KBS 프로듀서
- tvN 프로듀서

## 드라마
- 2013년 KBS 2TV 수목 특별기획 드라마 《천명》(프로듀서)
- 2013년 KBS 2TV 월화 미니시리즈《미래의 선택》(공동연출)
- 2014년 KBS 2TV 저녁 일일연속극 《천상여자》(공동연출)
- 2014년 KBS 2TV 드라마스페셜 단막 2014년 《액자가 된 소녀》(연출)
- 2015년 KBS 2TV 드라마스페셜 단막 2015년 《머리 심는 날》(연출)
- 2016년 KBS 2TV 수목 미니시리즈 《태양의 후예》(프로듀서)
- 2016년 KBS 2TV 드라마스페셜 단막 2016 《빨간 선생님》(연출)
- 2016년 tvN 드라마스테이지 《낫 플레이드》(연출)
- 2018년 tvN 수목 미니시리즈 《김비서가 왜 그럴까》(프로듀서)
- 2019년 tvN 월화 미니시리즈 《60일, 지정생존자》(연출)
- 2021년 tvN 월화 미니시리즈 《어사와 조이》(연출)
- 2023년 ENA 월화 미니시리즈 《종이달》(공동연출)

## 수상
- 2017년 제12회 서울 드라마 어워즈 작품상부문 단편 우수상
- 2016년 K-ICT 차세대 미디어대전 연출상